# Théâtre dramatique de Voronej
Le théâtre académique dramatique Kolstov (Воро́нежский госуда́рственный академи́ческий теа́тр дра́мы имени А. В. Кольцова) est la principale salle de théâtre de la ville de Voronej en Russie. Le théâtre dramatique a été implanté en 1787 dans cette ville.

## Histoire du théâtre

### XIXe siècle
L'histoire de ce théâtre commence en 1787. Il se produit alors dans la demeure de V.A. Tchertkov sous le nom de « théâtre public de Voronej » et son premier spectacle est l'opéra Le Meunier, sorcier, trompeur et entremetteur.
L'ami de Pouchkine, le mémorialiste Philippe Weigel, remarque en 1802 dans ses Notes: « Rien qu'à Voronej, il y avait une troupe libre de théâtre composée d'anciens serfs libérés. » Une salle de théâtre est construite en 1821 sous le nom de « nouveau théâtre ».

### Fin du XIXe siècle-début du XXe siècle

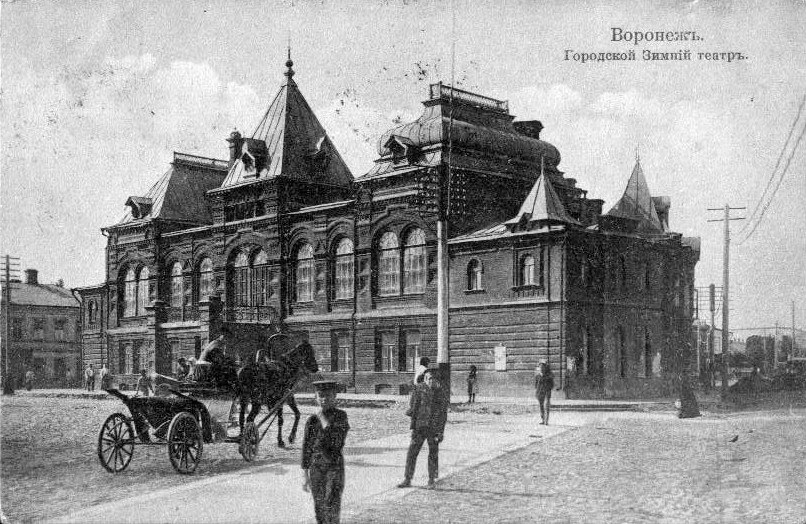
Fin du XIXe siècle-début du XXe siècle.

Le théâtre est reconstruit en 1886 en style néorusse. Il prend le nom en 1919 de « grand théâtre soviétique de Voronej ».

### Période soviétique
Après la Révolution d'Octobre, il devient un des théâtres les plus importants de RSFSR. Il prend le nom en 1937 de théâtre dramatique d'État de Voronej et l'édifice est entièrement refait par les architectes Alexandrov et Danilov. Pendant la Grande Guerre patriotique, la troupe du théâtre est évacuée à Sterlitamak et à Kopeïsk.
Le nom d'Alexeï Koltsov lui est décerné par un oukaze du présidium du soviet suprême en 1959. L'année précédente, le spectacle Alexeï Koltsov y est mis en scène par Firs Chichiguine d'après l'œuvre éponyme de Vladimir Korablinov. La première a lieu en mai 1958 et le spectacle est ensuite monté  au théâtre Maïakovski de Moscou.

### Période contemporaine

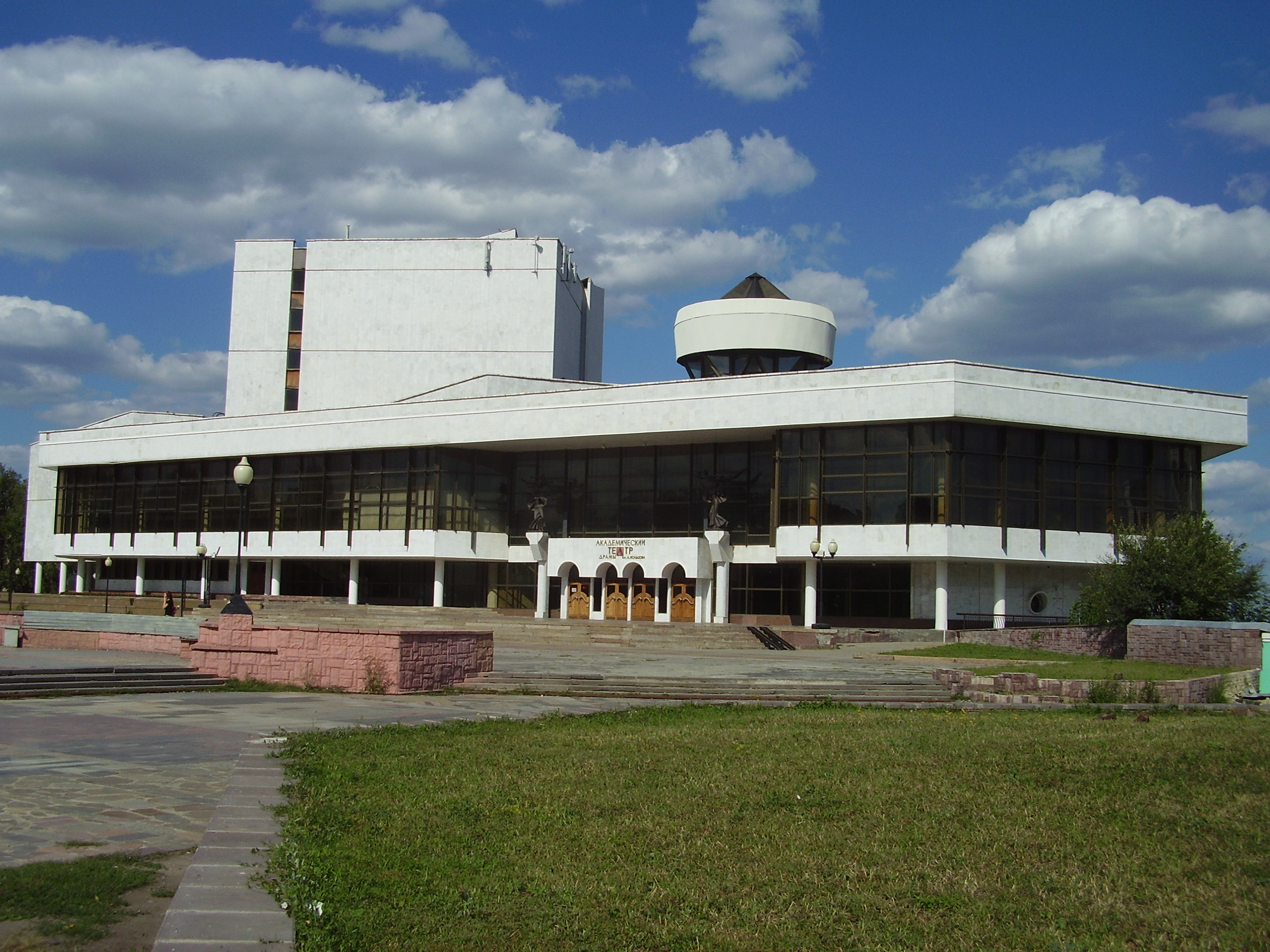
La salle de concert de Voronej.

Le théâtre reçoit une seconde scène au n° 17 rue du Théâtre, celle de la salle de concert de Voronej, en 2001. L'édifice est construit dans les années 1970 et connaît ensuite de longues années d'intervalles de travaux pour être mis aux normes.
Le théâtre dramatique de Voronej reçoit en 2002 le prix gouvernemental Fiodor Volkov pour le développement de l'art théâtral en Russie.

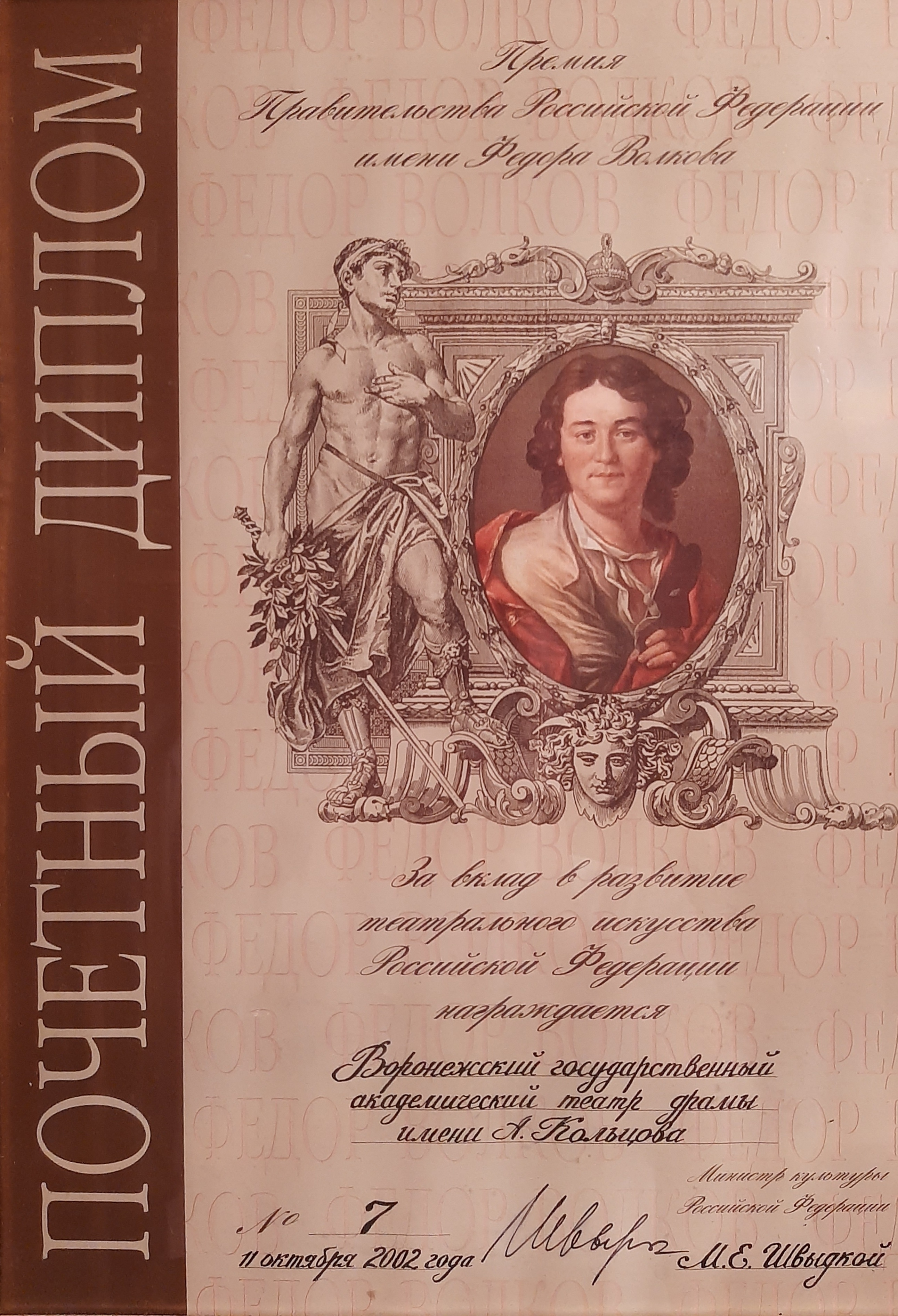
Prix Volkov.

Le bal de charité dit « du Gouverneur », a lieu tous les ans, en faveur des enfants malades de Voronej. Le théâtre de Voronej effectue des tournées en Russie et à l'étranger. La troupe s'est rendue en particulier à Munich, à Erevan et à Trabzon et participe chaque année au festival de théâtre de cette dernière ville.
Le théâtre est restauré en 2010-2011. Son metteur en scène principal et directeur artistique est Vladimir Petrov depuis 2010.

## Répertoire
Parmi les pièces et les spectacles de son répertoire ayant remporté un grand succès, l'on peut distinguer La Cerisaie et Platonov de Tchekhov, Chronique d'un jour de Pachnev et Drozdov Hamlet de Shakespeare, Innocents coupables d'Ostrovski, L'Arrestation d'Anouilh, etc.
La grande salle du théâtre comprend entre autres dans son répertoire La Mer d'Ivan Bounine, On ne badine pas avec l'amour d'Alfred de Musset, Rita d'Eduardo de Filippo, Tartuffe de Molière, La Mouette de Tchekhov, Le Pont du roi Louis de Jean Anouilh, Les Anneaux magiques d'Almanzor de Tamara Gabbe, etc.